# Корпоративний націоналізм
Корпоративний націоналізм — термін, який часто використовується для передачі різних значень, в тому числі:
- Політичної культури, яку члени групи вважають основним осередком суспільства і що головним завданням держави є інтереси корпоративної групи, а не окремої людини, і інтереси групи такі ж, як інтереси нації;
- Корпорації повинні працювати, в основному, на користь національних інтересів, а не на благо своїх власників;
- Корпорації повинні бути захищені від іноземної власності;
- Корпорації повинні (можуть) бути націоналізовані;
- Держава зміщена в бік корпоративних інтересів.

## Держава повинна мати справу з компаніями, а не з окремими особами
«Корпоративний націоналізм» може бути використаний для опису політичної філософії та економічної теорії, прихильники якого є корпоративісти, які вважають, що основна одиниця суспільства, будь то сім'я або інші корпоративні групи, мають такі ж інтереси, як нації. Тому дехто вважає, що держава повинна мати справу в першу чергу з «корпораціями», які можуть включати компанії, кооперативи робітників, профспілки тощо, і щоб ці одиниці організувавали себе для обслуговування своїх членів, як вони вважають за потрібне.